# Palmar de Bravo
Palmar de Bravo là một đô thị thuộc bang Puebla, México. Năm 2005, dân số của đô thị này là 39077 người.